# Alan Riou
Alan Riou (Lannion, 2 april 1997) is een Frans wielrenner die twee keer de Ronde van Italië uit reed.

## Overwinningen
2018
2e etappe Ronde van de Toekomst
2021
Classic Loire-Atlantique

## Resultaten in voornaamste wedstrijden
| Jaar | Ronde van Italië | Ronde van Frankrijk | Ronde van Spanje |
| ---- | ---------------- | ------------------- | ---------------- |
| 2019 |                  |                     |                  |
| 2020 |                  |                     |                  |
| 2021 |                  |                     |                  |
| 2022 |                  |                     |                  |
| 2023 | 116e             |                     |                  |
| 2024 | 142e (laatste)   |                     |                  |

| Jaar | Gent-Wevelgem | Luik-Bast.‑Luik | Waalse Pijl | Parijs-Tours |
| ---- | ------------- | --------------- | ----------- | ------------ |
| 2019 |               |                 |             | 37e          |
| 2020 |               |                 |             |              |
| 2021 |               | 133e            | 122e        | 29e          |
| 2022 |               |                 | opgave      | 53e          |
| 2023 |               |                 |             |              |
| 2024 | opgave        |                 |             |              |

#### Resultaten in kleinere rondes
| Jaar | Tirreno-Adriatico | Ronde van Catalonië | Ronde van Romandië | Benelux Tour | Ronde van Guangxi |
| ---- | ----------------- | ------------------- | ------------------ | ------------ | ----------------- |
| 2021 |                   | 130e                |                    |              |                   |
| 2022 | 106e              |                     |                    |              |                   |
| 2023 |                   |                     |                    | 121e         | 101e              |
| 2024 |                   |                     | opgave             |              |                   |

## Ploegen
- 2017 –  Fortuneo-Oscaro (stagiair vanaf 1 augustus)
- 2019 –  Arkéa-Samsic
- 2020 –  Arkéa-Samsic
- 2021 –  Arkéa-Samsic
- 2022 –  Arkéa-Samsic
- 2023 –  Arkéa-Samsic
- 2024 –  Arkéa-B&B Hotels
- 2025 –  St Michel-Preference Home-Auber93

Bonnamour · Bouet · Corbel · Daniel · Delaplace · Feillu · Fonseca · Gérard · Gesbert · Hardy · Jarrier · Jeannesson · Ledanois · McLay · Mourey · Périchon · Pichon · Sepúlveda · Vachon · Vallée · Guernalec (stagiair) · Molly (stagiair) · Riou (stagiair)
Barguil · Bonnamour · Bouet · Daniel · Delaplace · Feillu · Gesbert · Greipel · Guernalec · Hardy · Jarrier · Le Roux · Ledanois · Maison · Moinard · Pichon · Riou · Russo · Swift (vanaf 10 mei) · Vachon · Wagner · Welten · Doleatto (stagiair) · Jarnet (stagiair) · Lecamus-Lambert (stagiair)
Anacona · Barguil · Bonnamour · Boudat · Bouet · Bouhanni · Declercq · Delaplace · Gesbert · Grondin · Guernalec · Hardy · Jarrier · Le Roux · Ledanois · Louvel · McLay · Noppe · Owsian · Pichon · D. Quintana · N. Quintana · Riou · Rosa · Russo · Swift · Vachon · Welten · Lecamus-Lambert (stagiair) · Vauquelin (stagiair)
Anacona · Barguil · Barré (vanaf 1/8) · Bouet · Bouhanni · Capiot · Declercq · Delaplace · Edet · Flórez · Gesbert · Grondin · Guernalec · Guglielmi · Hardy · Hofstetter · Ledanois · Louvel · McLay · Noppe · Owsian · Pajur · Pichon · D. Quintana · N. Quintana · Ries · Riou · Russo · Swift · Vauquelin · Verre · Clynhens (stagiair) · Costiou (stagiair) · Thierry (stagiair)
Barguil · Barré · Biermans · Bouet · Bouhanni · Capiot · Champoussin · Costiou · Dekker · Delaplace · Démare (vanf 1/8) · Edet · Gesbert · Grondin · Guernalec · Guglielmi · Hofstetter · Le Berre · Ledanois · Louvel · McLay · Mozzato · Owsian · Pichon · Ponomar (tot 31/7) · Ries · Riou · Rodríguez · Russo · Vauquelin · Verre · Dauphin (stagiair) · Gillet (stagiair) · Tjøtta (stagiair)
Albanese · Barré · Biermans · Capiot · Champoussin · Costiou · Dekker · Delaplace · Démare · García Pierna · Gesbert · Grondin · Guernalec · Guglielmi · Huys · Le Berre · Ledanois(tot 15/8) · Louvel · McLay · Mozzato · Owsian · Ries · Riou · Rodríguez · Scotson · Sénéchal · Thierry (vanaf 1/9) · Vauquelin · Venturini · Verre